# Гере-Юго-Восточный (кантон)
Гере-Юго-Восточный (фр. Guéret-Sud-Est) — кантон во Франции, находится в департаменте Крёз (регион Новая Аквитания. Входит в состав округа Гере. Население кантона на 2006 год составляло 7540 человек.
Код INSEE кантона 2326. Всего в кантон Гере-Юго-Восточный входят 4 коммун, из них главной коммуной является Гере.

## Коммуны кантона
- Гере
- Ла-Соньер — население 615 чел.
- Сент-Фейр — население 2254 чел.
- Сен-Лоран — население 614 чел.